# Стирс, Джордж
Джордж Стирс (англ. George Steers, 1815, Вашингтон — 25 сентября 1856, Нью-Йорк, Нью-Йорк) — американский конструктор яхт, конструктор знаменитой яхты «Америка», которая выиграла «Кубок ста гиней» — один из самых почетных кубков в парусном спорте.
Был сыном Генри Стирса, одного из ведущих американских судостроителей. В шестнадцать лет построил шлюп «Мартин фон Борен», который в регате победил яхту «Гладиатор», считавшуюся самой быстрой в своем классе. Через три года построил 37-тонную яхту «Манхаттан».
В яхте «Америка» разработал и применил революционные на то время решение в части обводов корпуса яхты.
Со своим братом основал верфь Джордж Стирс и Ко.
Умер в результате несчастного случая при исполнении контракта на строительство яхты для российского царя Александра II.

## Ссылка
- Шхуна «Америка» и поражение у острова Уайт
- Судьба шхуны «Америка»